# ويليام غولدن
ويليام غولدن (بالإنجليزية: William Golden)‏ هو مصمم جرافيك أمريكي، ولد في 31 مارس 1911 في مانهاتن في الولايات المتحدة، وتوفي في 23 أكتوبر 1959.